# Insane Clown Posse
Insane Clown Posse este un duo american de muzică hip hop din Detroit, Michigan. Grupul este alcătuit din Joseph Bruce și Joseph Utsler, care întruchipează „clovnii malefici” Violent J și Shaggy 2 Dope. Insane Clown Posse abordează un stil de hardcore hip hop cunoscut ca horrorcore și sunt cunoscuți pentru performanțele live elaborate. Grupul a câștigat două albume de platină și cinci de aur. Conform Nielsen SoundScan, grupul a vândut în total 6,5 milioane de exemplare în Statele Unite și Canada, până în aprilie 2007.
Cunoscuți inițial ca Inner City Posse, grupul a introdus versurile pe tematica supernaturalului și a horrorului, creând un stil distinctiv lor. Au fondat casa de discuri independentă Psychopatic Records alături de managerul Alex Abbis, producând și jucând în filmele Big Money Hustlas și Big Money Rustlas. Și-au creat propria federație de wrestling, Juggalo Championship Wrestling, iar ulterior au colaborat cu mulți interpreți cunoscuți de hip hop și rock. Grupul a adunat și un număr mare de fani, cunoscuți colectiv sub numele de Juggalo.

## Cariera muzicală

### Începuturile (1985-1994)

#### Formarea grupului
Joseph Bruce (Violent J) și Joseph Utsler (Shaggy 2 Dope) s-au întâlnit în Oak Park, o suburbrie în limita de nord a orașului Detroit, Michigan. Împreună cu fratele lui Utsler, John, și un prieten, Lacy, aceștia practicau wrestlingul în ringurile construite de ei. De asemenea, ascultau muzică hip hop de la 3rd Bass, Beastie Boys, N.W.A. și rapperi locali precum Awesome Dre. În 1989, Joseph Bruce, ca Jagged Joe, Joseph Utsler, ca Kangol Joe, și John Utsle, ca Master J, au lansat single-ul „Party at the Top of the Hill”, sub numele de JJ Boys, însă grupul nu a continuat o carieră serioasă în muzică. Sărăcia și traiul dificil l-au determinat pe Bruce să se mute, alături de Rudy „The Rude Boy” Hill, în River Rouge, un oraș în apropiere de partea industrială de sud-vest a Detroitului.
Bruce a creat o gașcă numită Inner City Posse, alcătuită din Jospeh Utsler, Rudy Hill, alți prieteni de-ai lui Bruce, și un număr de cunoștințe făcute în Southwest Detroit. Bruce a fost închis timp de nouăzeci de zile în 1989-1990 pentru tentativă de omor, jaf și încălcare a spațiului privat; această experiență l-a convins să nu se mai implice atât în viața de stradă. Bruce și-a început cariera de wrestler după ce a fost eliberat de la închisoare, iar la primul spectacol i-a întâlnit pe Rob Van Dam și pe Sabu, alți doi debutanți cu care a devenit bun prieten.
Bruce a devenit frustrat de politicile wrestlingului profesionist așa că a început să-și caute altă vocație. Înapoi la viața de stradă, Bruce, Utsler și fratele lui Utsler, John au cântat muzică hip hop în cluburi de noapte locale, sub numele de Violent J, 2 Dope și John Kickjazz, grupul lor intitulându-se Inner City Posse. Având nevoie de un manager, fratele lui Bruce, Robert, l-a recomandat pe prietenul său și proprietarul magazinului de înregistrări Alex Abbiss, care a fondat casa de discuri Psychopatic Records alături de grup, în 1991. Mai târziu în același an, grupul a lansat EP-ul intitulat Dog Beats.
Transmițătorii la posturile locale de radio nu doreau să difuzeze piesa „Dog Beats” de pe EP, pentru că membrii Inner City Posse erau de culoare albă. Bruce a aflat că una dintre stațiile vizitate de el și Abbiss avea să-l intervieveze pe rapperul local Esham, pe care Bruce l-a considerat a fi un „superstar”; Bruce începuse de curând să colecționeze albumele lui Esham, precum și ale altor rapperi locali; atunci când l-a descoperit pe Esham, rapperul lansase deja două albume de studio și trei EP-uri. Bruce l-a întâlnit pe Esham prima dată la o stație de radio și i-a lăudat calitățile. Esham i-a urat numai bine lui Bruce, iar cel din urmă i-a oferit rapperului o copie a EP-ului Dog Beats; așa a început relația de prietenie între Psychopatic Records și casa de discuri a lui Esham, Reel Life Productions. Obținerea succesului pe planul local s-a dovedit a avea un efect negativ asupra găștii formației, care a devenit ținta a tot mai multor violențe. După ce au fost condamnați la închisoare, membrii grupului au renunțat la viața de stradă.